# Ducati Monster
Die Ducati Monster ist eine Naked-Bike-Modellreihe des italienischen Motorradherstellers Ducati, die 1992 vorgestellt wurde und 1993 in den Handel gelangte.

## Entwicklung
Während der finanziellen Krise, in der sich Ducati Anfang der 90er Jahre befand, wurde die Monster kostengünstig nach dem Baukastenprinzip entworfen. Die Motoren entstammten der Supersport-Baureihe, der Rahmen sowie das Fahrwerk mit kleinen Änderungen aus der Superbike-Baureihe. Das Design, das erstmals Züge eines Streetfighters in Serie auf die Straße brachte, stammte aus der Feder von Miguel Galluzzi, der später auch für das Design der Cagiva Raptor verantwortlich war.
Mit der M900 wurde 1992 die 'Urmonster' ausgeliefert. Die M600 kam 1994, die M750 im Jahr 1996 mit den vorher bereits bei den SS verfügbaren Motoren. Die Baureihe wurde 1997 durch die einfarbig schwarzen Dark-Modelle erweitert.
2001 hielt mit der Monster S4 erstmals ein wassergekühlter Vierventilmotor, bekannt aus der Ducati 916, in Verbindung mit aufwändigeren Fahrwerks-Komponenten in der Monster-Serie Einzug.
Das Nachfolgemodell S4R brachte ab 2004 eine Einarmschwinge, weiterhin ein serienmäßiges Windschild und einen breiteren 180er Hinterreifen.
Die 2006 erschienene Monster S4Rs Testastretta stellt die bis 2013 leistungsstärkste Variante der Modellreihe mit 95 kW / 130 PS dar, mit dem aus der 998 und 999 bekannten Testastretta-Motor.
Ebenfalls im Jahr 2000 wurden die 2-Ventil-Motoren auf Saugrohreinspritzung (i. e.) umgestellt, auch um neue EU-Abgasvorschriften zu erfüllen, es gab nun die 750 und M900 ie, bei ansonsten unverändertem Rahmen und Ausstattung. 2002 wurde die M800 ie mit leicht erhöhtem Hubraum und 54 statt 47 kW sowie erhöhter Verdichtung von {\displaystyle \varepsilon } 10,4 statt 9,0 vorgestellt.
Mit der M1000 wurde 2003 ein neu konstruierter 2-Ventil Desmodue Motor eingeführt, der eine Hubraumsteigerung von 904 auf 992 cm³ aufwies, einen geänderten Kurbeltrieb, andere Zylinderköpfe mit steilerem Ventilwinkel und Doppelzündung sowie einer von {\displaystyle \varepsilon } 9,2 auf 10 erhöhten Verdichtung. Damit stieg die Leistung von 57 auf 62 kW und das maximale Drehmoment von 76 auf 84 Nm.
2005 kam die Monster 800 S2R, mit Doppelschalldämpfer rechts und der Einarmschwinge der S4R Modelle, mit 57 kW und Sechsganggetriebe. Weiterhin gab es eine neue 695 als Nachfolgerin der 600, nun mit Saugrohreinspritzung und einer Leistung von 54 kW.
2008 wurde nach 15 Jahren mit der Monster 696 erstmals ein komplett neu entwickelter Hybrid-Rahmen vorgestellt, der zum Lenkkopf hin aus 34 mm Stahlrohren, zum Heck aus einem Aluminium-Gussteil besteht. Weitere Änderungen am Design waren ein ovaler Scheinwerfer, Lufteinlässe in der zweiteiligen Kunststoff-Tankverkleidung und ein hochgelegter, konisch geformter 2-in-2 Endschalldämpfer.
Dieser Rahmen wurde 2009 auch in der neuen Monster 1100 genutzt, die einen Hubraum von 1.078 cm³ mit 95 PS (69,8 kW) und 102,9 Nm Drehmoment sowie eine Einarmschwinge aus Leichtmetallguss bietet. In der Variante 1100 S verfügt sie über Fahrwerkskomponenten von Öhlins, leichtere Felgen sowie diverse Teile aus Carbon.
Die Monster 796 erschien im Frühjahr 2010 ebenfalls mit dem Hybridrahmen, mit nun 87 PS (65 kW).
Im Herbst 2010 wurde die Monster 1100 Evo als Ersatz der 1100 und 1100s Modelle vorgestellt. Die Auspuffrohre werden nun wieder unter dem Motor geführt, der Doppel-Untersitz-Auspuff wandert auf die rechte Seite, die Trockenkupplung wird durch eine Nasskupplung ersetzt. Als Leistung werden nun 100 PS (73,5 kW) bei einer Verdichtung von 11,3:1 angegeben.
Insgesamt wurden Monster Modelle mit 600 cm³ (bis 2001), 620 cm³, 695 cm³, 696 cm³ (ab 2006), 750 cm³, 800 cm³, 900 cm³, 916 cm³, 992 cm³, 996 cm³ (S4R), 998 cm³ (S4R Testastretta, S4Rs) und 1.078 cm³ angeboten.
Seit Ende 2013 verwendet Ducati auch in der Monster-Baureihe durchgehend flüssigkeitsgekühlte Motoren. Auf Motorradmesse EICMA in Mailand wurde die Monster 1200 vorgestellt, die durch den Testastretta-Motor eine Leistung von 135 PS (99,3 kW) bei 8750/min erzielt. Die kurz darauf präsentierte Monster 1200 S erhöht dies sogar noch auf 145 PS (106,6 kW) bei 8750/min. Mit beiden Modellen hält auch in der Monster die elektronische Gasregelung „Ride-by-Wire“ Einzug, ebenso wie ein volldigitales Kombiinstrument auf TFT-Basis.
Als Nachfolger der Monster 796 wurde im Mai 2014 die Monster 821 vorgestellt, die ebenfalls den flüssigkeitsgekühlten Testastretta-Motor verwendet und eine Leistung von 112 PS (82 kW) erbringt. Ebenso wie bei der Monster 1200 befinden sich unter anderem eine Traktionskontrolle mit acht Stufen und ein ABS mit drei Modi an Bord.
Im Zuge der Anpassung auf die strengere Abgasnorm Euro 4 wurde Ende 2016 die Monster 797 vorgestellt, bei der auf einen luftgekühlten Motor mit leicht geringerer Leistung gesetzt wird.

## Technische Daten
Alle Monster-Modelle haben als Motor einen 90° L-Twin (nach vorn geneigter V-Zweizylinder) mit desmodromischer Ventilsteuerung und (ab 2001) Benzineinspritzung sowie ein 5- oder 6-Gang-Getriebe. Die Motoren unterscheiden sich jedoch im Hubraum, in der Art der Kühlung und der Anzahl der Ventile. Für den japanischen Markt wurden außerdem Modelle mit einem Hubraum von 400 cm³ hergestellt.
- Monster 600: luftgekühlter 2-Ventiler, 583 cm³, 37,5 kW / 51 PS, 50 Nm (Vergaser), auch 39 und 40 kW
- Monster 750: 748 cm³, 46 kW / 63 PS, 63 Nm (Vergaser), auch 47 kW
- Monster 900: 904 cm³, 49 kW / 67 PS, 75 Nm (Vergaser), auch 54 und 57 kW
- Monster 620: 618 cm³, 46 kW / 63 PS, 56 Nm
- Monster 695: 695 cm³, 53 kW / 73 PS, 61 Nm
- Monster 696: 696 cm³, 59 kW / 80 PS, 69 Nm
- Monster 796: 803 cm³, 64 kW / 87 PS, 76 Nm
- Monster 797: 803 cm³, 55 kW / 75 PS, 69 Nm, luftgekühlt (ab 2017)
- Monster 821: 821 cm³, 80 kW / 109 PS, 86 Nm
- Monster 900: 904 cm³, 57 kW / 78 PS, 73 Nm (siehe untere Infobox)
- Monster 1000: 992 cm³, 62 kW / 84 PS, 84 Nm
- Monster S2R 800: 803 cm³, 57 kW / 77 PS, 72 Nm
- Monster S2R 1000: 992 cm³, 64 kW / 87 PS, 94 Nm
- Monster 1100: 1.078 cm³, 70 kW / 95 PS, 103 Nm
- Monster 1100 EVO: 1.078 cm³, 74 kW / 100 PS, 103 Nm
- Monster S4 : flüssigkeitsgekühlter 4-Ventiler, 916 cm³, 74 kW / 101 PS, 92 Nm
- Monster S4R Desmoquattro: flüssigkeitsgekühlter 4-Ventiler, 996 cm³, 86 kW / 117 PS, 99 Nm
- Monster S4R Testastretta: flüssigkeitsgekühlter 4-Ventiler, 998 cm³, 96 kW / 130 PS, 104 Nm
- Monster S4Rs: technische Daten siehe Infobox
- Monster 821: 821 cm³, 82 kW / 112 PS, 89,3 Nm, Testastretta-Motor, flüssigkeitsgekühlt
- Monster 1200: 1.198,4 cm³, 99 kW / 135 PS, 118 Nm, Testastretta-Motor, flüssigkeitsgekühlt (2014–2016)
- Monster 1200S: 1.198,4 cm³, 107 kW / 145 PS, 124,5 Nm, Testastretta-Motor, flüssigkeitsgekühlt (2014–2016)
- Monster 1200R: 1.198,4 cm³, 118 kW / 160 PS, 131,4 Nm, Testastretta-Motor, flüssigkeitsgekühlt (ab 2016)
- Monster 1200/S: 1.198,4 cm³, 110 kW / 150 PS, 126,2 Nm, Testastretta-Motor, flüssigkeitsgekühlt (ab 2017)

## Ur-Monster

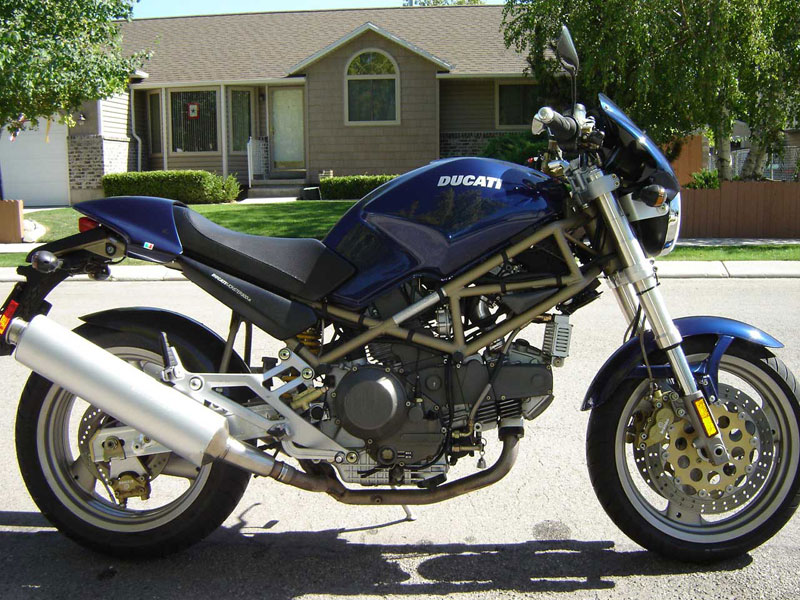
Ducati M900 'Urmonster' (1999)

Nachdem sich der Erfolg der ersten Monster abzeichnete, wurde das Portfolio schnell erweitert. Auf die 900 folgte 1994 die Monster 600, mit dem zeitgleich in der Supersport 600 angebotenen Antrieb. Speziell an die Anforderungen des japanischen Marktes richtet sich mit ihrem geringen Hubraum die Monster 400.
Vorläufig komplettiert wurde das Angebot mit der Monster 750 im Jahre 1996. Diese basiert auf der kleineren 600 und verfügt wie diese über eine Nasskupplung und eine einzelne Bremsscheibe vorne, während die 900 damals auf Trockenkupplung und Doppelscheibenbremsen setzte.
Allen Variationen gemein ist der Antrieb mit einem luftgekühlten Zweizylinder in L-Konfiguration: Die Zylinder sind in einem V angeordnet mit einem Bankwinkel von 90°. Dabei liegt ein Zylinder flach, parallel zum Untergrund, der andere steht senkrecht nach oben. Die Gemischbildung erfolgte über Vergaser. Um die Jahrtausendwende wurde diese erste Generation durch Modelle mit Einspritzung ersetzt.
|                        | Monster 400                                                              | Monster 600                                                              | Monster 750                                                              | Monster 900                                                              |                                                                          |
| ---------------------- | ------------------------------------------------------------------------ | ------------------------------------------------------------------------ | ------------------------------------------------------------------------ | ------------------------------------------------------------------------ | ------------------------------------------------------------------------ |
| Baujahr                | 1994–1999                                                                | 1994–2001                                                                | 1996–2001                                                                | 1993–1999                                                                |                                                                          |
| Motorbauart            | Desmodue: luftgekühlter 90° V2-Motor 2 Ventile pro Zylinder, Desmodromik | Desmodue: luftgekühlter 90° V2-Motor 2 Ventile pro Zylinder, Desmodromik | Desmodue: luftgekühlter 90° V2-Motor 2 Ventile pro Zylinder, Desmodromik | Desmodue: luftgekühlter 90° V2-Motor 2 Ventile pro Zylinder, Desmodromik | Desmodue: luftgekühlter 90° V2-Motor 2 Ventile pro Zylinder, Desmodromik |
| Hubraum                | 398 cm³                                                                  | 583 cm³                                                                  | 748 cm³                                                                  | 904 cm³                                                                  |                                                                          |
| Bohrung x Hub          | 70,5 mm × 51 mm                                                          | 80 mm × 58 mm                                                            | 88 mm × 61,5 mm                                                          | 92 mm × 68 mm                                                            |                                                                          |
| Verdichtungsverhältnis | 10:1                                                                     | 10,7:1                                                                   | 9:1                                                                      | 9,2:1                                                                    |                                                                          |
| Nennleistung           | 31 kW (43 PS) bei 10.500/min                                             | 39 kW (53 PS) bei 8.250/min                                              | 47 kW (64 PS) bei 7.500/min                                              | 59 kW (80 PS) bei 8.300/min                                              |                                                                          |
| max. Drehmoment        | 33 Nm bei 7.500/min                                                      | 50 Nm bei 7.000/min                                                      | 61 Nm bei 6.850/min                                                      | 76 Nm bei 6.800/min                                                      |                                                                          |
| Kupplung               | Mehrscheiben-Nasskupplung                                                | Mehrscheiben-Nasskupplung                                                | Mehrscheiben-Nasskupplung                                                | Mehrscheiben-Trockenkupplung                                             |                                                                          |
| Getriebe               | 5-Gang-Getriebe                                                          | 5-Gang-Getriebe                                                          | 6-Gang-Getriebe                                                          | 6-Gang-Getriebe                                                          |                                                                          |
| Radstand               | 1430 mm                                                                  | 1430 mm                                                                  | 1430 mm                                                                  | 1430 mm                                                                  |                                                                          |
| Trockengewicht         | 174 kg                                                                   | 174 kg                                                                   | 178 kg                                                                   | 184 kg                                                                   |                                                                          |

## Monster i.e.

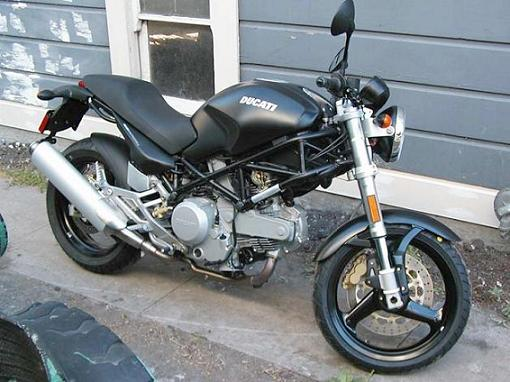
Schwarze Monster 620 i.e. (2002)

Beginnend mit der Monster 900 wurde nach und nach das gesamte Monster-Portfolio auf Saugrohreinspritzung umgestellt und erhielten i.e. als Namenszusatz (iniezione elettronica). Letztes Modell, das diese Aufwertung erhielt, war die 750 i.e., sie blieb jedoch nur ein Jahr im Programm, bevor sie ihrerseits durch die Monster 800 abgelöst wurde.
Die Monster 600 erhielt neben der Einspritzung im gleichen Zug eine Aufwertung zur 620. Durch einen vergrößerten Hub wurde die Leistung gesteigert, vorne wurden nun zwei Bremsscheiben verbaut. Dennoch wurde die gegenüber der Konkurrenz zu geringe Leistung in der Fachpresse bemängelt. Ein Umstand der erst mit der 695 im Jahr 2006 behoben wurde.
Diese brachte außerdem geregelte Katalysatoren statt ungeregelte zur Erfüllung der Euro 3-Norm.
|                        | Monster 400 i.e.                                                         | Monster 620 i.e.                                                         | Monster 750 i.e.                                                         | Monster 900 i.e.                                                         | Monster 695                                                              |
| ---------------------- | ------------------------------------------------------------------------ | ------------------------------------------------------------------------ | ------------------------------------------------------------------------ | ------------------------------------------------------------------------ | ------------------------------------------------------------------------ |
| Baujahr                | 2000–2003                                                                | 2001–2006                                                                | 2002                                                                     | 2000–2002                                                                | 2006–2007                                                                |
| Motorbauart            | Desmodue: luftgekühlter 90° V2-Motor 2 Ventile pro Zylinder, Desmodromik | Desmodue: luftgekühlter 90° V2-Motor 2 Ventile pro Zylinder, Desmodromik | Desmodue: luftgekühlter 90° V2-Motor 2 Ventile pro Zylinder, Desmodromik | Desmodue: luftgekühlter 90° V2-Motor 2 Ventile pro Zylinder, Desmodromik | Desmodue: luftgekühlter 90° V2-Motor 2 Ventile pro Zylinder, Desmodromik |
| Hubraum                | 398 cm³                                                                  | 618 cm³                                                                  | 748 cm³                                                                  | 904 cm³                                                                  | 696 cm³                                                                  |
| Bohrung x Hub          | 70,5 mm × 51 mm                                                          | 80 mm × 61,5 mm                                                          | 88 mm × 61,5 mm                                                          | 92 mm × 68 mm                                                            | 88 mm × 57,2 mm                                                          |
| Verdichtungsverhältnis | 10:1                                                                     | 10,5:1                                                                   | 9:1                                                                      | 9,2:1                                                                    | 10,5:1                                                                   |
| Nennleistung           | 31 kW (43 PS) bei 10.500/min                                             | 46 kW (63 PS) bei 9.500/min                                              | 47 kW (64 PS) bei 8.250/min                                              | 59 kW (80 PS) bei 8.300/min                                              | 54 kW (73 PS) bei 8.500/min                                              |
| max. Drehmoment        | 33 Nm bei 7.500/min                                                      | 56 Nm bei 6.750/min                                                      | 61 Nm bei 6.850/min                                                      | 73 Nm bei 6.750/min                                                      | 61 Nm bei 6.750/min                                                      |
| Kupplung               | Mehrscheiben-Nasskupplung                                                | Mehrscheiben-Nasskupplung                                                | Mehrscheiben-Nasskupplung                                                | Mehrscheiben-Trockenkupplung                                             | Mehrscheiben-Nasskupplung                                                |
| Getriebe               | 5-Gang-Getriebe                                                          | 5-Gang-Getriebe                                                          | 5-Gang-Getriebe                                                          | 6-Gang-Getriebe                                                          | 6-Gang-Getriebe                                                          |
| Radstand               | 1440 mm                                                                  | 1440 mm                                                                  | 1440 mm                                                                  | 1440 mm                                                                  | 1440 mm                                                                  |
| Trockengewicht         | 174 kg                                                                   | 177 kg                                                                   | 179 kg                                                                   | 188 kg                                                                   | 168 kg                                                                   |

## Monster M4
2001 hielt mit der S4 erstmals ein wassergekühlter Vierventilmotor, in der Monster-Serie Einzug. Der Antrieb der Ducati 916 erschien als Reaktion auf Cagivas Raptor, die auf ein ähnliches Konzept zur Monster-Reihe setzte, doch mit wassergekühlten Suzuki-Motoren. Verbaut wurde der Desmoquattro-Zweizylinder für größere Fahrstabilität im Rahmen des Tourenmotorrades ST4 in Verbindung mit aufwändigeren Fahrwerks-Komponenten. Das Nachfolgemodell S4R brachte ab 2004 eine Einarmschwinge, ein serienmäßiges Windschild und einen breiteren 180er Hinterreifen. Der Motor wurde zunächst auf 996 cm³ vergrößert, bevor mit der S4RS der Testastretta mit 130 PS eingeführt wurde.
Das Chassis wurde in Folge auch für luftgekühlte Monster verwendet und begründete damit die Monster M4-Reihe. Bereits die letzten Produktionsjahren der 900 i.e. erschienen als M4, 2003 kam als Nachfolger die Monster 1000 mit einem neu konstruierten Desmodue Motor. Durch eine Hubraumsteigerung von 904 auf 992 cm³, einen geänderter Kurbeltrieb, Doppelzündung, Zylinderköpfe mit steilerem Ventilwinkel und erhöhter Verdichtung stieg die Leistung auf 84 PS. Als S2R 1000 trieb der Motor ab 2006 das Hinterrad mit bis zu 95 PS an, das nun wie bei der S4R an einer Einarmschwinge geführt war. Eine Stufe darunter erschien ebenfalls 2003 die Monster 800, die ebenfalls eine Evolution zur S2R 800 durchlief.

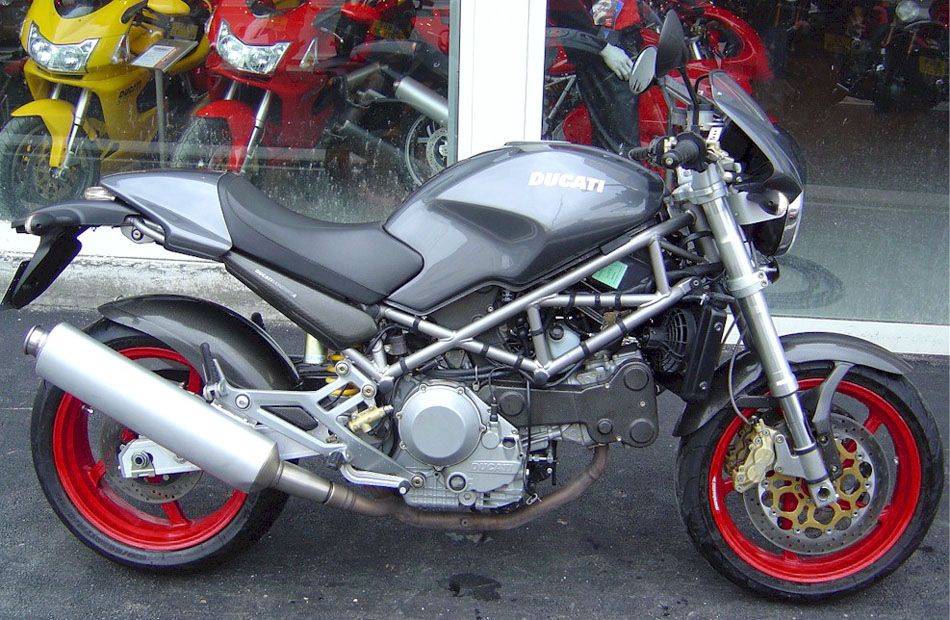
Erstmals Wasserkühlung: S4 (2002)
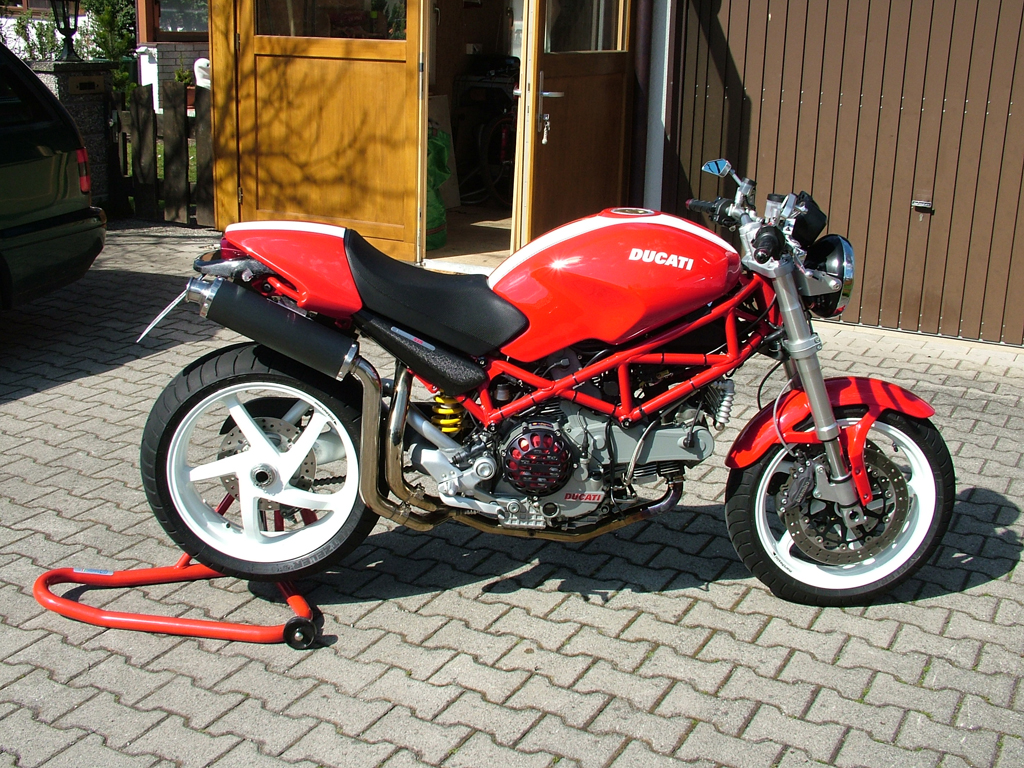
Freie Sicht aufs Rad: S2R 1000 (2006)
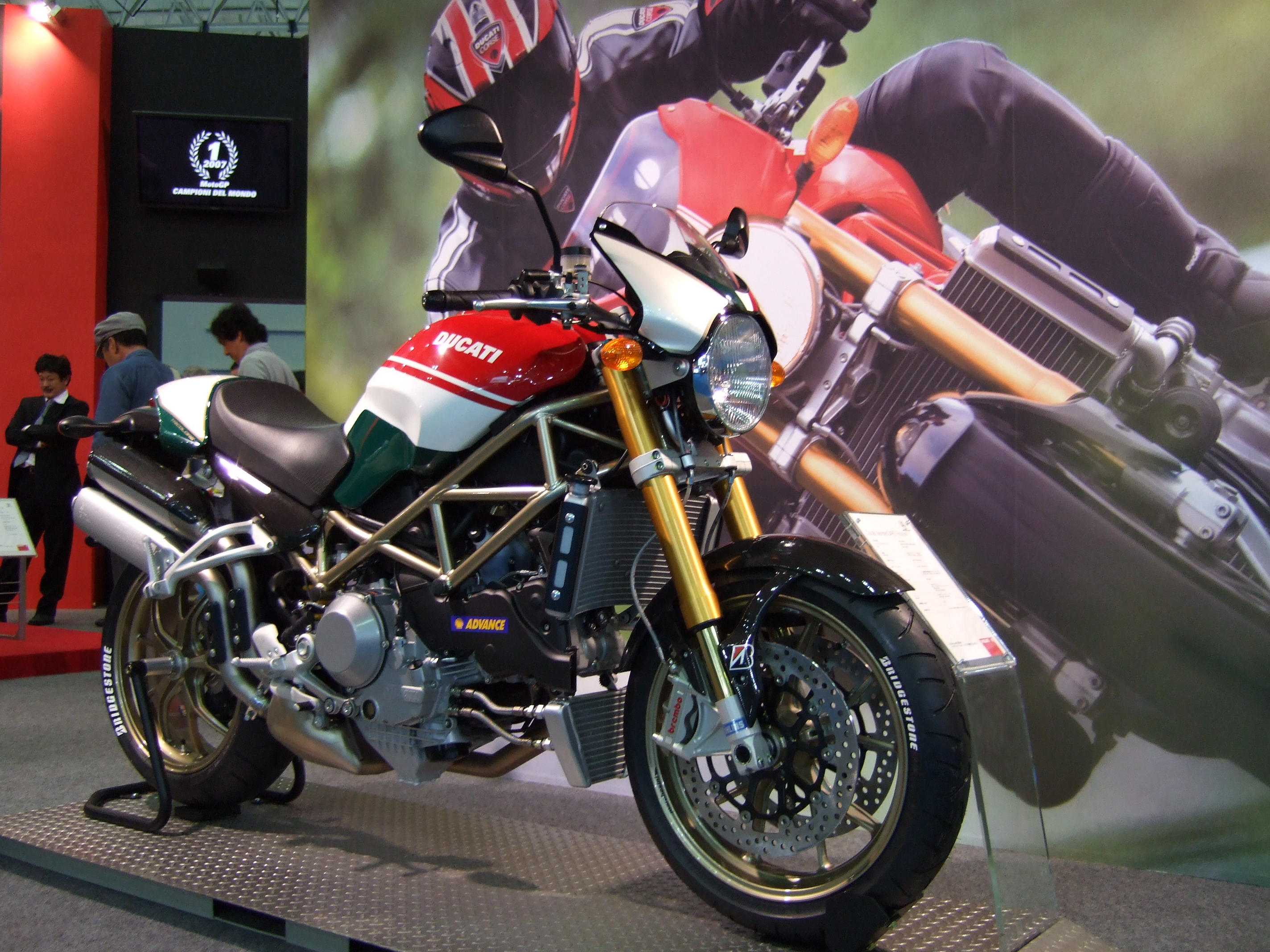
S4RS (2008) Tricolore

|                           | Monster 800                                                              | Monster S2R 800                                                          | Monster 1000                                                             | Monster S2R 1000                                                         | Monster S4                                                                     | Monster S4R                                                                    | Monster S4RS                                                                   |
| ------------------------- | ------------------------------------------------------------------------ | ------------------------------------------------------------------------ | ------------------------------------------------------------------------ | ------------------------------------------------------------------------ | ------------------------------------------------------------------------------ | ------------------------------------------------------------------------------ | ------------------------------------------------------------------------------ |
| Baujahr                   | 2003–2004                                                                | 2005–2007                                                                | 2003–2005                                                                | 2006–2008                                                                | 2001–2003                                                                      | 2004–2006                                                                      | 2006–2008                                                                      |
| Motorbauart               | Desmodue: luftgekühlter 90° V2-Motor 2 Ventile pro Zylinder, Desmodromik | Desmodue: luftgekühlter 90° V2-Motor 2 Ventile pro Zylinder, Desmodromik | Desmodue: luftgekühlter 90° V2-Motor 2 Ventile pro Zylinder, Desmodromik | Desmodue: luftgekühlter 90° V2-Motor 2 Ventile pro Zylinder, Desmodromik | Desmoquattro: wassergekühlter 90° V2-Motor 4 Ventile pro Zylinder, Desmodromik | Desmoquattro: wassergekühlter 90° V2-Motor 4 Ventile pro Zylinder, Desmodromik | Testastretta: wassergekühlter 90° V2-Motor 4 Ventile pro Zylinder, Desmodromik |
| Hubraum                   | 803 cm³                                                                  | 803 cm³                                                                  | 992 cm³                                                                  | 992 cm³                                                                  | 916 cm³                                                                        | 996 cm³                                                                        | 998 cm³                                                                        |
| Bohrung x Hub             | 88 mm × 66 mm                                                            | 88 mm × 66 mm                                                            | 94 mm × 71,5 mm                                                          | 94 mm × 71,5 mm                                                          | 94 mm × 66 mm                                                                  | 96 mm × 68,8 mm                                                                | 100 mm × 63,5 mm                                                               |
| Verdichtungsverhältnis    | 10,4:1                                                                   | 10,5:1                                                                   | 10:1                                                                     | 10:1                                                                     | 11:1                                                                           | 11,6:1                                                                         | 11,4:1                                                                         |
| Nennleistung              | 53 kW (73 PS) bei 8.250/min                                              | 57 kW (77 PS) bei 8.250/min                                              | 62 kW (84 PS) bei 8.000/min                                              | 70 kW (95 PS) bei 8.000/min                                              | 74 kW (101 PS) bei 8.750/min                                                   | 83 kW (113 PS) bei 9.000/min                                                   | 95,7 kW (130 PS) bei 9.500/min                                                 |
| max. Drehmoment           | 69 Nm bei 6.250/min                                                      | 73 Nm bei 6.500/min                                                      | 84 Nm bei 6.000/min                                                      | 94 Nm bei 6.000/min                                                      | 92 Nm bei 7.000/min                                                            | 95,5 Nm bei 7.000/min                                                          | 104 Nm bei 7.500/min                                                           |
| Kupplung                  | hydraulische Mehrscheiben-Nasskupplung                                   | hydraulische Mehrscheiben-Nasskupplung                                   | hydraulische Mehrscheiben-Trockenkupplung                                | hydraulische Mehrscheiben-Trockenkupplung                                | hydraulische Mehrscheiben-Trockenkupplung                                      | hydraulische Mehrscheiben-Trockenkupplung                                      | hydraulische Mehrscheiben-Trockenkupplung                                      |
| Getriebe                  | 6-Gang-Getriebe                                                          | 6-Gang-Getriebe                                                          | 6-Gang-Getriebe                                                          | 6-Gang-Getriebe                                                          | 6-Gang-Getriebe                                                                | 6-Gang-Getriebe                                                                | 6-Gang-Getriebe                                                                |
| Radstand                  | 1440 mm                                                                  | 1440 mm                                                                  | 1440 mm                                                                  | 1440 mm                                                                  | 1440 mm                                                                        | 1440 mm                                                                        | 1440 mm                                                                        |
| Trockengewicht            | 187 kg                                                                   | 179 kg                                                                   | 189 kg                                                                   | 178 kg                                                                   | 193 kg                                                                         | 193 kg                                                                         | 177 kg                                                                         |
| Preis im Erscheinungsjahr | ab 9.300 €                                                               | ab 8.795 €                                                               | ab 9.795 €                                                               | ab 9.795 €                                                               | k. A.                                                                          | k. A.                                                                          | ab 14.745 €                                                                    |

## Monster M5

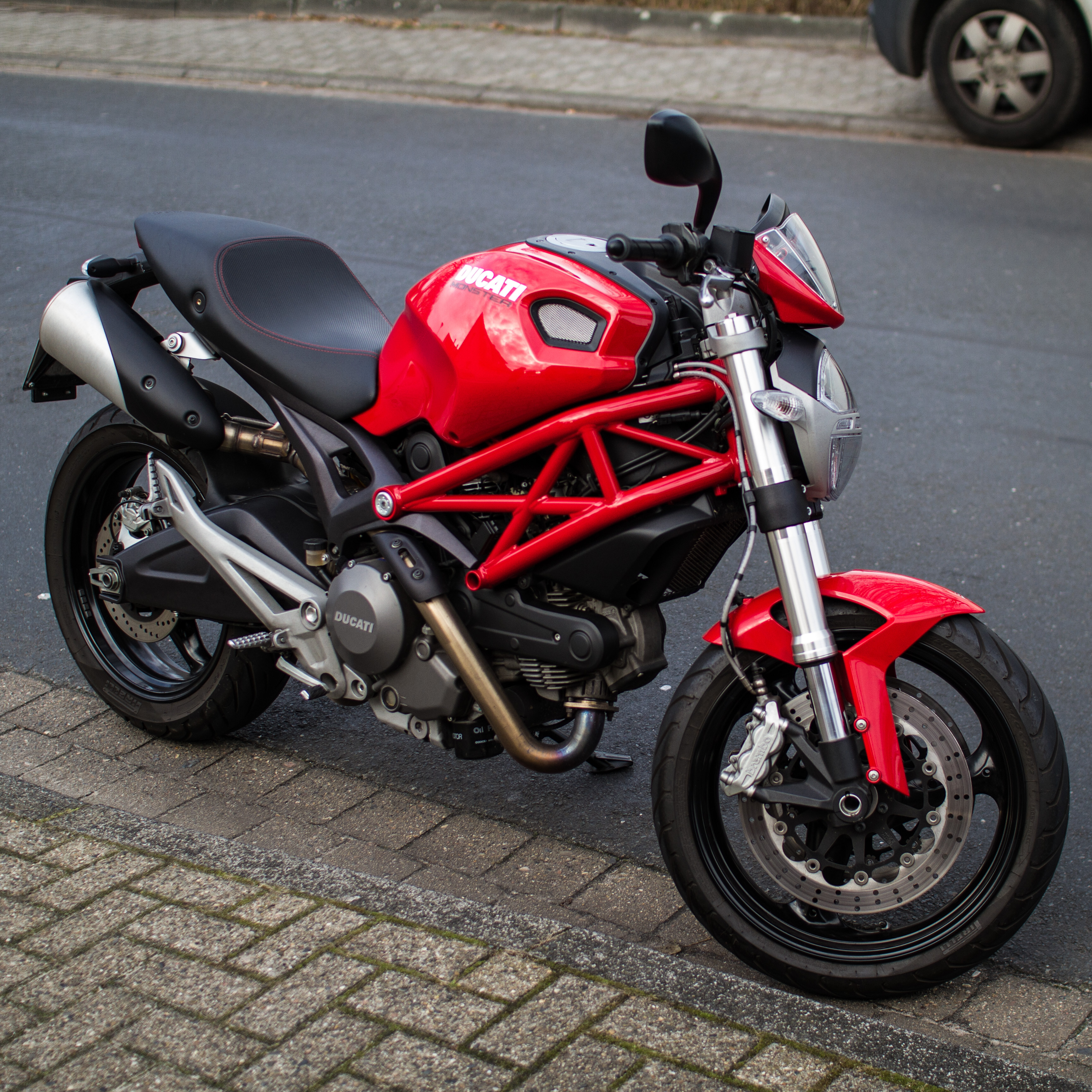
Auffallende Tankaussparungen der Monster 696

2008 wurde die Monster-Reihe nach 15 Jahren grundlegend überarbeitet. Dabei blieb das Grundkonzept, Erkennungsmerkmale wie bulliger Tank und Gitterrohrrahmen wurden beibehalten. Es handelt sich jedoch um einen komplett neu entwickelten Hybrid-Rahmen, der zum Lenkkopf hin aus 34 mm starken Stahlrohren, zum Heck aus einem Aluminium-Gussteil besteht. Der Fahrer rückt damit näher zum Vorderrad, in Verbindung mit einer längeren Aluguss-Schwinge wurde die zuvor zu hecklastige Gewichtsverteilung verbessert.
Erste Monster der neuen Generation war die 696. Eine grundlegende Überarbeitung entlockte dem Motor bei gleichen Grundabmessungen wie bei der Monster 695 sieben zusätzliche PS. Die Abgase werden nicht mehr unter dem Motor zum Heck geführt, sondern an diesem entlang, mit den Endrohren direkt unter der Sitzbank. Leicht erkennbare Unterschiede zum Vorgänger sind neben der Auspuffanlage auch der platte Scheinwerfer mit Befestigungsrahmen vor dem Glas oder die Aussparungen im Tank, durch die ein stärkerer Lenkeinschlag von 32° statt wie bisher 27° möglich wurde.
Ein Jahr später folgte die Monster 1100, die von Ducatis stärkstem luftgekühlten Motor angetrieben wurde. Sie übernahm Merkmale der Monster 696, verfügt jedoch über eine Einarmschwinge. In der Variante 1100 S verfügt sie über Fahrwerkskomponenten von Öhlins, leichtere Felgen sowie diverse Teile aus Carbon. Das Topmodell wurde daraufhin bereits 2011 zur 1100 Evo überarbeitet. Statt einer Trockenkupplung wurde wie in den kleineren Modellen eine Nasskupplung verbaut. Die Auspuffrohre wanderten wieder nach unten und münden in einem gemeinsamen Endtopf rechts neben dem Hinterrad. Mit der M5-Reihe wurde erstmals ABS angeboten, teils gegen Aufpreis (696), teils auch bereits serienmäßig wie in der 1100 Evo.
Komplettiert wurde das Portfolio 2010 durch die Monster 796, die sich zwischen den beiden Modellen einsortierte. Sie vereint das Chassis des Topmodells und dessen Einarmschwinge mit einer Antriebseinheit die vom Einstiegsmodell 696 abgeleitet wurde. Durch einen verlängerten Hub wurde der Motor um 107 cm³ vergrößert und liefert sieben Zusatz-PS. ABS war in Deutschland von Beginn an serienmäßig enthalten.
|                                  | Monster 695                                                              | Monster 696                                                              | Monster 796                                                              | Monster 1100                                                             | Monster 1100 Evo                                                         |
| -------------------------------- | ------------------------------------------------------------------------ | ------------------------------------------------------------------------ | ------------------------------------------------------------------------ | ------------------------------------------------------------------------ | ------------------------------------------------------------------------ |
| Baujahr                          | 2013–2015                                                                | 2008–2014                                                                | 2010–2014                                                                | 2009–2011                                                                | 2011–2013                                                                |
| Motorbauart                      | Desmodue: luftgekühlter 90° V2-Motor 2 Ventile pro Zylinder, Desmodromik | Desmodue: luftgekühlter 90° V2-Motor 2 Ventile pro Zylinder, Desmodromik | Desmodue: luftgekühlter 90° V2-Motor 2 Ventile pro Zylinder, Desmodromik | Desmodue: luftgekühlter 90° V2-Motor 2 Ventile pro Zylinder, Desmodromik | Desmodue: luftgekühlter 90° V2-Motor 2 Ventile pro Zylinder, Desmodromik |
| Hubraum                          | 659 cm³                                                                  | 696 cm³                                                                  | 803 cm³                                                                  | 1079 cm³                                                                 | 1079 cm³                                                                 |
| Bohrung x Hub                    | 88 mm × 54,2 mm                                                          | 88 mm × 57,2 mm                                                          | 88 mm × 66 mm                                                            | 98 mm × 71,5 mm                                                          | 98 mm × 71,5 mm                                                          |
| Verdichtungsverhältnis           | 10,2:1                                                                   | 10,7:1                                                                   | 11:1                                                                     | 10,7:1                                                                   | 11,3:1                                                                   |
| Nennleistung                     | 38 kW (52 PS) bei 8.250/min                                              | 59 kW (80 PS) bei 9.000/min                                              | 64 kW (87 PS) bei 8.250/min                                              | 70 kW (95 PS) bei 7.500/min                                              | 70 kW (95 PS) bei 7.500/min                                              |
| max. Drehmoment                  | 46,5 Nm bei 7.500/min                                                    | 69 Nm bei 7.750/min                                                      | 78,5 Nm bei 6.250/min                                                    | 103 Nm bei 6.000/min                                                     | 103 Nm bei 6.000/min                                                     |
| Kupplung                         | hydraulische Mehrscheiben-Nasskupplung                                   | hydraulische Mehrscheiben-Nasskupplung                                   | hydraulische Mehrscheiben-Nasskupplung                                   | hydraulische Mehrscheiben-Trockenkupplung                                | hydraulische Mehrscheiben-Nasskupplung                                   |
| Getriebe                         | 6-Gang-Getriebe                                                          | 6-Gang-Getriebe                                                          | 6-Gang-Getriebe                                                          | 6-Gang-Getriebe                                                          | 6-Gang-Getriebe                                                          |
| Radstand                         | 1450 mm                                                                  | 1450 mm                                                                  | 1450 mm                                                                  | 1450 mm                                                                  | 1450 mm                                                                  |
| Leergewicht Trocken / Fahrbereit | 163 kg / 187 kg                                                          | 161 kg / 185 kg                                                          | 169 kg / 187 kg                                                          | 169 kg / k. A.                                                           | k. A. / 188 kg                                                           |
| Preis im Erscheinungsjahr        | k. A.                                                                    | ab 7.950 €                                                               | ab 9.495 €                                                               | ab 11.200 €                                                              | ab 11.390 €                                                              |

## Monster M6

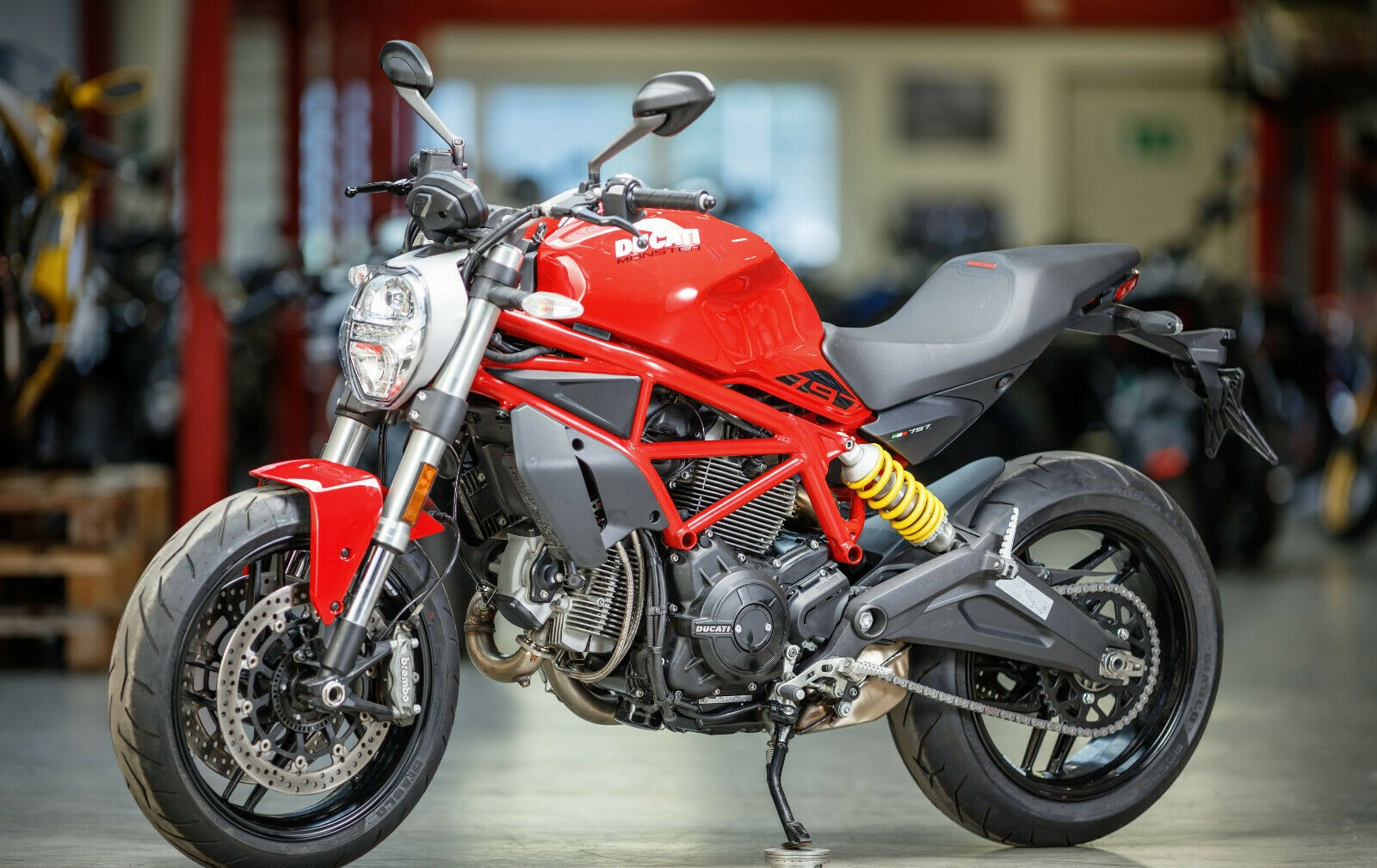
Monster 797 mit Kühlrippen an den Zylindern

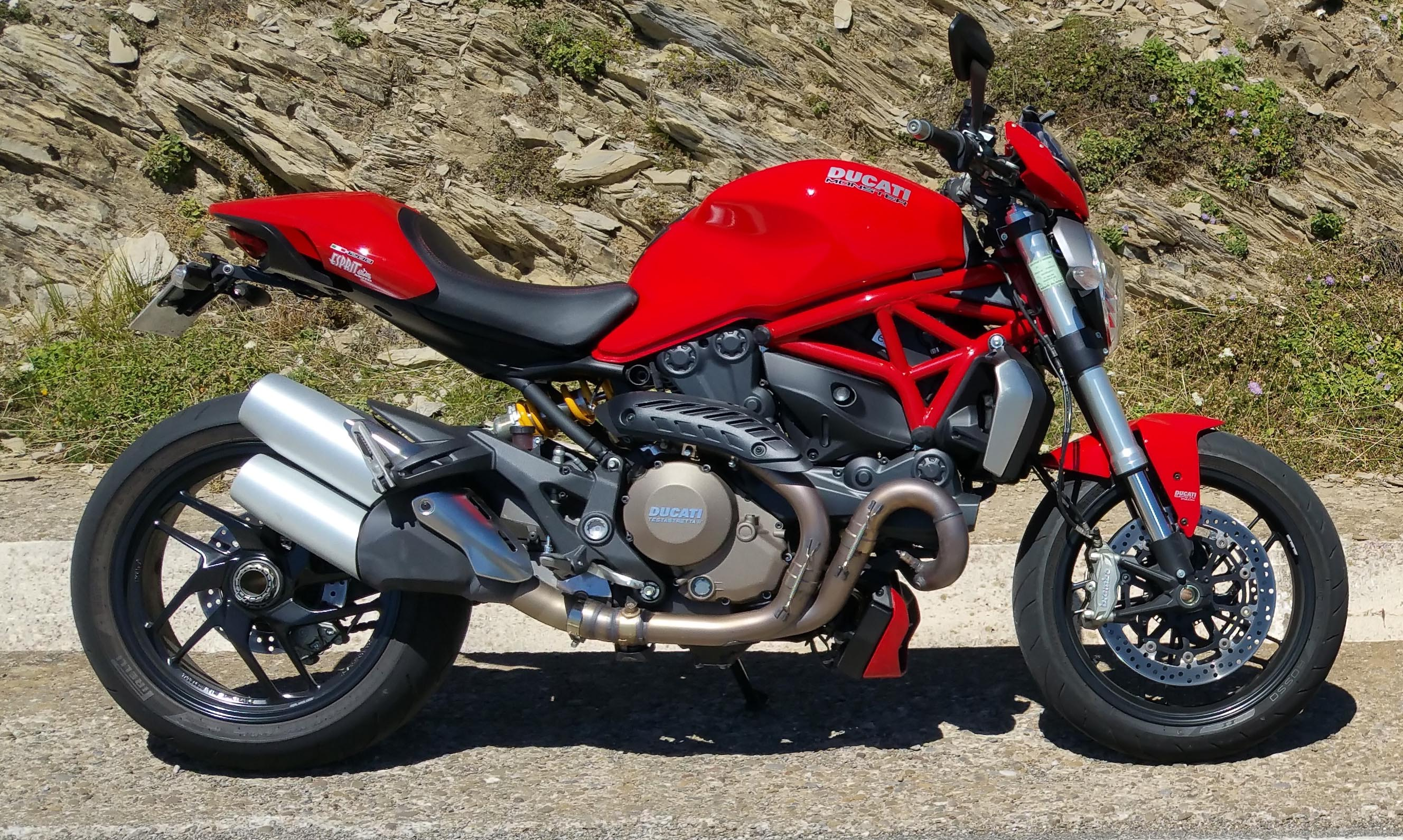
Wassergekühlter Testastretta in der Monster 1200

Mit Einführung der M6-Reihe wurden die luftgekühlten Motoren vorläufig aus den Monstern verbannt. Sowohl die neue 821 als auch die 1200 setzten auf wassergekühlte „Testastretta“-Antriebe. Damit einher ging ein deutlicher Leistungszuwachs, beide Modelle lagen über der 100 PS-Schwelle, die 1200R ist bis heute (Stand 2021) die stärkste je erhältliche Ducati Monster. Beide Modelle verfügen über Ride by Wire, mehrstufiges ABS und Traktionskontrolle und bieten die Auswahl aus drei Fahrmodi.
Erst 2017 folgte mit der 797 ein neues Einstiegsmodell, das auf den aus der Monster 796 bekannten, luftgekühlten Motor setzt. Mit Einführung der Euro 4-Norm wurden außerdem die wassergekühlten Monster überarbeitet, wodurch die Leistung der 821 geringfügig sank. Hinzu kamen weitere technische Verbesserungen.
|                                  | Monster 797                                                              | Monster 821                                                                          | Monster 1200                                                                         | Monster 1200S                                                                        | Monster 1200R                                                                        |
| -------------------------------- | ------------------------------------------------------------------------ | ------------------------------------------------------------------------------------ | ------------------------------------------------------------------------------------ | ------------------------------------------------------------------------------------ | ------------------------------------------------------------------------------------ |
| Baujahr                          | 2017–2020                                                                | 2014–2016 (2017–2020)                                                                | 2014–2016 (2017–2020)                                                                | 2014–2016 (2017–2020)                                                                | 2016 (2019)                                                                          |
| Motorbauart                      | Desmodue: luftgekühlter 90° V2-Motor 2 Ventile pro Zylinder, Desmodromik | Testastretta: flüssigkeitsgekühlter 90° V2-Motor 4 Ventile pro Zylinder, Desmodromik | Testastretta: flüssigkeitsgekühlter 90° V2-Motor 4 Ventile pro Zylinder, Desmodromik | Testastretta: flüssigkeitsgekühlter 90° V2-Motor 4 Ventile pro Zylinder, Desmodromik | Testastretta: flüssigkeitsgekühlter 90° V2-Motor 4 Ventile pro Zylinder, Desmodromik |
| Hubraum                          | 803 cm³                                                                  | 821 cm³                                                                              | 1198 cm³                                                                             | 1198 cm³                                                                             | 1198 cm³                                                                             |
| Bohrung x Hub                    | 88 mm × 66 mm                                                            | 88 mm × 67,5 mm                                                                      | 106 mm × 67,9 mm                                                                     | 106 mm × 67,9 mm                                                                     | 106 mm × 67,9 mm                                                                     |
| Verdichtungsverhältnis           | 11:1                                                                     | 12,8:1                                                                               | 12,5:1 (13:1)                                                                        | 12,5:1 (13:1)                                                                        | 13:1                                                                                 |
| Nennleistung                     | 54 kW (73 PS) bei 9.250/min                                              | 82 kW (112 PS) bei 9.250/min (80 kW (109 PS) bei 9.250/min)                          | 99 kW (135 PS) bei 8.750/min (108 kW (147 PS) bei 9.250/min)                         | 107 kW (145 PS) bei 8.750/min (108 kW (147 PS) bei 9.250/min)                        | 118 kW (160 PS) bei 9.250/min (113 kW (152 PS) bei 9.250/min)                        |
| max. Drehmoment                  | 69 Nm bei 6.250/min                                                      | 89 Nm bei 7.750/min (86 Nm bei 7.750/min)                                            | 118 Nm bei 7.250/min (124 Nm bei 7.750/min)                                          | 125 Nm bei 7.250/min (124 Nm bei 7.750/min)                                          | 131 Nm bei 7.250/min                                                                 |
| Kupplung                         | hydraulische Mehrscheiben-Nasskupplung                                   | hydraulische Mehrscheiben-Nasskupplung                                               | hydraulische Mehrscheiben-Nasskupplung                                               | hydraulische Mehrscheiben-Nasskupplung                                               | hydraulische Mehrscheiben-Nasskupplung                                               |
| Getriebe                         | 6-Gang-Getriebe                                                          | 6-Gang-Getriebe                                                                      | 6-Gang-Getriebe                                                                      | 6-Gang-Getriebe                                                                      | 6-Gang-Getriebe                                                                      |
| Radstand                         | 1435 mm                                                                  | 1480 mm                                                                              | 1511 mm (1485 mm)                                                                    | 1511 mm (1485 mm)                                                                    | 1509 mm                                                                              |
| Leergewicht Trocken / Fahrbereit | 175 kg / 193 kg                                                          | 180 kg / 206 kg                                                                      | 182 kg / 209 kg (187 kg / 213 kg)                                                    | 182 kg / 209 kg (185 kg / 210 kg)                                                    | 180 kg / 207 kg                                                                      |
| Preis im Erscheinungsjahr        | ab 8.990 €                                                               | ab 10.690 € (ab 11.490 €)                                                            | ab 13.490 € (ab 14.190 €)                                                            | ab 14.990 € (ab 16.890 €)                                                            | ab 18.390 € (ab 18.690 €)                                                            |

## Monster M7
Zum Modelljahr 2021 wurde die bisherige Monster-Modellpalette komplett ersetzt und erfüllt nun die Euro 5-Norm. Die neue Monster brach dabei mit Traditionen: Auf einen Namenszusatz, der bisher auf den Hubraum hindeutete, wird verzichtet. Statt auf einen stählernen Gitterrohrrahmen setzt Ducati nun auf einen Aluguss-Frontrahmen, was schlanker bauen und das Gewicht um 4,5 kg senken soll. Mitsamt weiterer Gewichtssparmaßnahmen sollen gegenüber dem Vorgänger, der Monster 821, 18 kg eingespart worden sein, was vollgetankt zu einem Gewicht von 188 kg führt.
Einzig verfügbarer Antrieb ist der Testatretta-Zweizylinder mit 937 Kubik, der innerhalb des Ducati-Modellprogramms weit verbreitet ist. Sowohl ein leistungsschwächeres Einstiegsmodell, als auch eine hubraumstärkere Variante gibt es nicht mehr. So wird eine markeninterne Konkurrenz zur Ducati Streetfighter vermieden. Verglichen mit dem Vorgängermodell liefert der neue Antrieb ein geringes Plus an Leistung (+2 PS) und Drehmoment (+4 Nm) und spart dabei 2,86 kg an Gewicht ein. Zum Einstiegspreis von 11.290 € ist die Monster mit einem Elektronik-Paket versehen, das unter anderem Kurven-ABS, Quickshift, Wheelie Control oder verschiedenen Fahrmodi. Die Monster+ verfügt für 11.590 € darüber hinaus über Cockpitverkleidung und Soziusabdeckung. In Testberichten wurde die neue Monster für ihre bessere Sitzposition und ihr agiles Handling gelobt.
Die Unterschiede bei den Sondermodellen Anniversario und Senna sind, die limitierte Auflage (Anniversario 500 und Senna 341 Stück), die Sonder-Lackierung, die Kotflügel aus Carbon (vorne/hinten), die Öhlins Federungen (vorne/hinten), die vorderen Brembo Stylema® Monoblock 4-Kolben-Bremssättel, der Öhlins-Lenkungsdämpfer, die Lithium-Ionen-Batterie, die Termignoni Endschalldämpfer, sowie die geschmiedeten Aluminiumräder. Diese Komponenten ersparen ca. 4 kg Gewicht gegenüber dem Standard-Modell ein.
Aufgrund der neuen Euro 5-Norm, die ab 2025 gilt, läuft diese Modellreihe 2024 aus.
|                                                                           | Monster, Monster+                                                                                            | Monster SP                                                                                                   | Monster Anniversario, Senna                                                                                  |
| ------------------------------------------------------------------------- | --- | --- | --- |
| Baujahr                                                                   | 2021–2024 | 2021–2024 | 2024 |
| Motorbauart                                                               | Testastretta 11°: flüssigkeitsgekühlter 90° V2-Viertaktmotor 4 Ventile pro Zylinder, desmodromisch gesteuert | Testastretta 11°: flüssigkeitsgekühlter 90° V2-Viertaktmotor 4 Ventile pro Zylinder, desmodromisch gesteuert | Testastretta 11°: flüssigkeitsgekühlter 90° V2-Viertaktmotor 4 Ventile pro Zylinder, desmodromisch gesteuert |
| Hubraum                                                                   | 937 cm³ | 937 cm³ | 937 cm³ |
| Bohrung x Hub                                                             | 937 cm³ | 937 cm³ | 937 cm³ |
| Verdichtungsverhältnis                                                    | 13,1:1 | 13,1:1 | 13,1:1 |
| Nennleistung                                                              | 82 kW (111 PS) bei 9.250/min                                                                                 | 82 kW (111 PS) bei 9.250/min                                                                                 | 82 kW (111 PS) bei 9.250/min                                                                                 |
| max. Drehmoment                                                           | 93 Nm bei 6.500/min                                                                                          | 93 Nm bei 6.500/min                                                                                          | 93 Nm bei 6.500/min                                                                                          |
| Kupplung                                                                  | hydraulische Mehrscheiben-Nasskupplung                                                                       | hydraulische Mehrscheiben-Nasskupplung                                                                       | hydraulische Mehrscheiben-Nasskupplung                                                                       |
| Getriebe                                                                  | 6-Gang-Getriebe mit Ducati QuickShifter                                                                      | 6-Gang-Getriebe mit Ducati QuickShifter                                                                      | 6-Gang-Getriebe mit Ducati QuickShifter                                                                      |
| Radstand                                                                  | 1474 mm | 1474 mm | 1474 mm |
| Leergewicht Trocken / Fahrbereit ohne Kraftstoff / Fahrbereit vollgetankt | 168 kg / 179 kg / 188 kg                                                                                     | 166 kg / 177 kg / 186 kg                                                                                     | 164 kg / 175 kg / 184 kg                                                                                     |
| Preis im Erscheinungsjahr                                                 | ab 11.290 €, 11.590 € (2021) ab 12.390 €, 12.790 € (2023) ab 12.690 €, 13.090 € (2024)                       | ab 15.290 € (2023) ab 15.690 € (2024)                                                                        | ab 18.590 €, 25.000 €                                                                                        |